# Сложна браћа
Сложна браћа је ТВ серија настала 1995. године у продукцији РТС-а. Серија има 7 епизода. Сценарио је написао Неле Карајлић, а режију потписују Олег Новковић, Никола Пејаковић, и Др Неле Карајлић. Серија је почела са снимањем пре завршетка рата у БиХ. Доживела је велику популарност у Србији. Емитована је у Словенији и Хрватској.

## Радња
Радња серија одвија се после завршетка грађанског рата у Босни и Херцеговини. 
"Сложна браћа" је серија која се бавила односима Хрвата, Срба и Муслимана на једном простору на тромеђи БиХ, Србије и Хрватске који је био под контролом УН и на којем се налазила кафана “Сложна браћа”.
Територија те некадашње југословенске републике расподељена је између три народа - Срба, Хрвата и Муслимана. Међутим, остао је један мали део територије (0,0657 km²) под контролом Уједињених нација који није био подељен. На том месту, налази се кафана браће Халимић. У тој кафани, представници сва три народа склапају договоре и врше разне пословне малверзације. Наводно, у кафану треба да стигне пакет од изузетне важности који мења однос снага на Балкану. Нико не зна за садржај пакета. Шифра за то је „десет упола, с луком“. Власник кафане, Фикрет - Фико Халимић, отворено ради за муслиманску страну коју представља Аднан Ченгић - Ченга, заступник Владе Републике Босне и Херцеговине. Херцег-Босанску (хрватску) страну представљају Миљенко Чутук из Посушја и Мањина Лиска из Мостара, а српску крајишки Србин Воја Кецман и београдски бизнисмен Зоран Валута.

## Улоге
| Глумац                 | Улога                                |
| ---------------------- | ------------------------------------ |
| Владимир Савчић Чоби   | Фикрет „Фико“ Халимић                |
| Давор Дујмовић         | Мустафа „Муте“ Халимић               |
| Горан Султановић       | Аднан Ченгић „Ченга“                 |
| Жика Миленковић        | Војислав Кецмановић „Воја Кецман“    |
| Зоран Цвијановић       | Зоран Валута                         |
| Петар Божовић          | Мањина Лиска                         |
| Неле Карајлић          | Миљенко Чутук/Тихомир/Луди минер     |
| Наташа Нинковић        | Конобарица Сребра                    |
| Јелисавета Сека Саблић | Чистачица Милена                     |
| Дарко Остојић          | Мемара „Меми“ Халимић/Нана           |
| Никола Пејаковић       | Чорба/Саобраћајац                    |
| Дејан Спаравало        | Немања 1                             |
| Дражен Јанковић        | Немања 2                             |
| Младен Нелевић         | Вукадин/Милојица/Радојица Благојевић |
| Дубравко Јовановић     | Италијан из Унпрофора                |
| Сандра Ногић           | Урлике Мајнхоф                       |
| Дејан Матић            | Новинар CNN-а                        |
| Владан Дујовић         | Крле                                 |
| Мирсад Тука            | Сабе                                 |
| Предраг Загорац        | Ватрослав                            |
| Стево Жигон            | Рус из Унпрофора                     |
| Драгана Мркић          | Тајанствена Жаклина                  |
| Слободан Терзић        | Тајанствени                          |
| Горан Петрановић       | Сељак/Освалд                         |
| Сања Самарџић          | Конобарица у Папилону                |
| Роберт Чоти            | Преводилац УН                        |
| Даворин Шегуља         | Мајстор                              |
| Милан Димић            | Педа Петрол                          |
| Срђан Јанковић         | Ћамил                                |
| Огњен Петковић         | Милојицин мали                       |
| Жељко Самарџић         | Возач аутобуса                       |
| Бранко Татић           | Ефендија Мулаомеровић                |
| Мирослав Терзић        | Бурус Ли                             |
| Предраг Загорац        | Ивек                                 |
| Драган Зуровац         | Мостарац                             |
| Ђорђе Шаргас           | Дрвосеча 1                           |
| Бојан Јанић            | Дрвосеча 2                           |
| Саша Заравец           | Дрвосеча 3                           |
| Дарко Карајић          | Музичар 1                            |
| Драган Млађеновић      | Музичар 2                            |

## Главни ликови
- Фикрет “Фико” Халимић (Владимир Савчић Чоби), бивши боксер и власник кафане, којом управља.
- Мустафа “Муте” Халимић (Давор Дујмовић), Фикин брат, који много брине о кафани, он пак нема појма о ичему шта се дешава у вези пакета.
- Аднан Ченгић “Ченга” (Горан Султановић), Фикин сарадник, заједно са њим чини муслиманску страну, доста је богат, и скоро сваки пут када дође, доведе неколико жена.
- Зоран Валута (Зоран Цвијановић), борац, који не изгледа баш као један, који често помиње ситуације у старим биткама.
- Војислав Кецмановић “Воја Кецман” (Жика Миленковић), има изглед као борац, међутим он је један наставник у школи. Заједно са Валутом чини српску страну.
- Миљенко Чутук (Неле Карајлић), заједно с Мањином чини хрватску страну, њих двојица стално траже да пију кафу и то “Франкову”.
- Тихомир (Неле Карајлић), спикер.
- Мањина Лиска (Петар Божовић), константно мисли о храни, прича често о Фрањевцима, које много поштује. Омиљена храна су му вафли.
- Сребренка “Сребра” (Наташа Нинковић), конобарица која кокетира са свим странама али највише обавештава хрватску страну о догађајима. Она је тајни агент који, ће на крају их све зезнути.

## Сезоне
| Сезона | Сезона | Епизоде | Епизоде | Оригинално емитовање | Оригинално емитовање |
| Сезона | Сезона | Епизоде | Епизоде | Премијера            | Финале               |
| ------ | ------ | ------- | ------- | -------------------- | -------------------- |
|        | 1.     | 7.      | 7.      | 5. јануар 1996.      | 16. фебруар 1996.    |